# Haczyk skrzydłowy

Wizualizacja 3D czaszki człowieka z ujętą topografią kości klinowej (zielona). Kości ciemieniowe zostały usunięte.

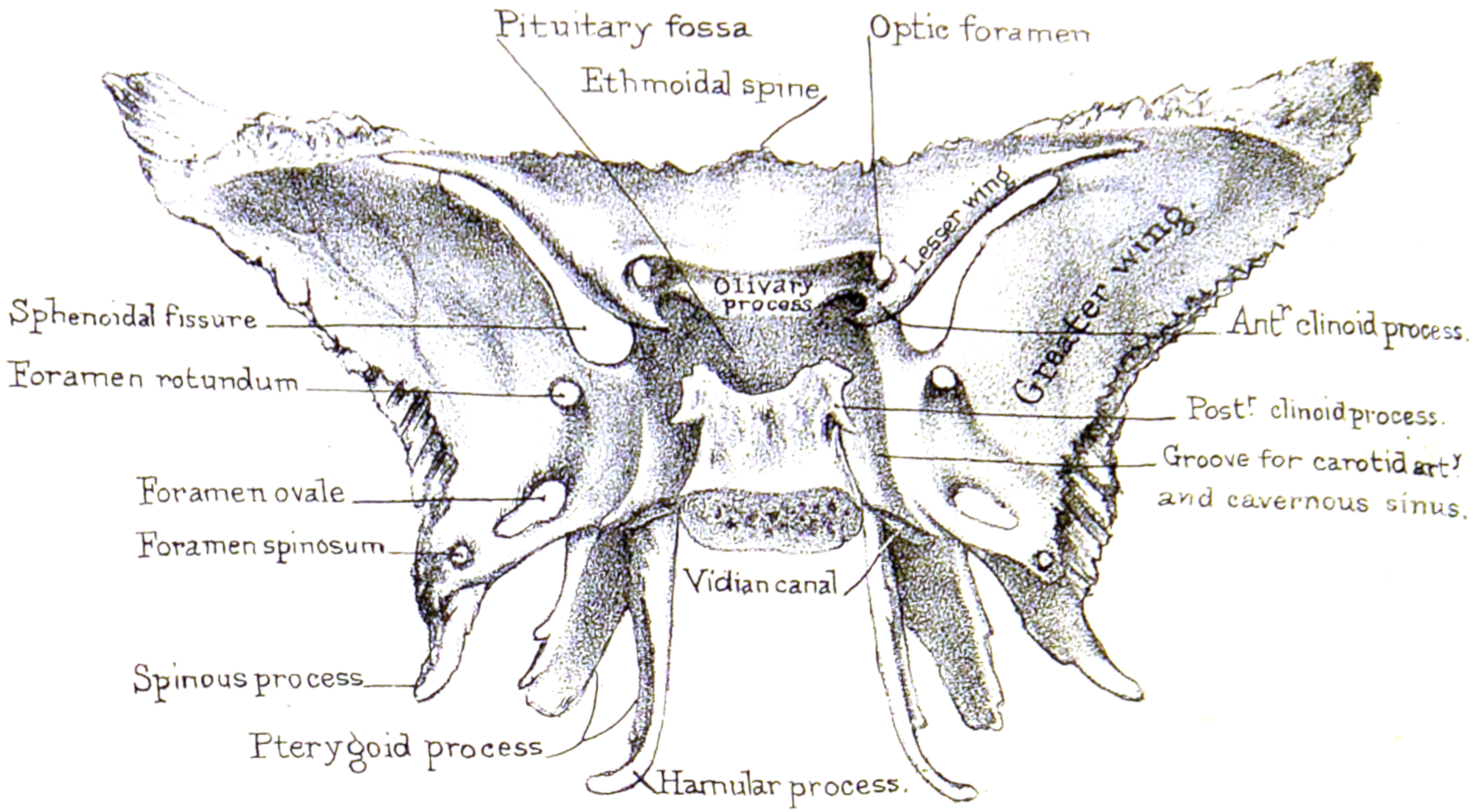
Rycina kości klinowej w mianownictwie angielskim, ukazująca haczyk skrzydłowy (podpisano - ang. hamular process).

Haczyk skrzydłowy (łac. hamulus pterygoideus) – haczykowaty wyrostek znajdujący się na dolnym końcu blaszki przyśrodkowej wyrostka skrzydłowatego kości klinowej. Jest to górny początek szwu skrzydłowo-żuchwowego i mięśnia dźwigacza podniebienia miękkiego.

## Budowa
Haczyk skrzydłowy jest strukturą haczykowato zagiętą w stronę boczną, stanowiącą przedłużenie dolnej części blaszki przyśrodkowej wyrostka skrzydłowatego kości klinowej (łac. lamina medialis proc. pterygoidei). Jego czubek jest zaokrąglony; średnia długość wynosi 7,2 mm, średnia głębokość 1,4 mm, a średnia szerokość 2,3 mm. 
Boczna strona haczyka skrzydłowego posiada pokrytą chrząstką bruzdę haczyka skrzydłowego (łac. sulcus hamuli pterygoidei). Wokół niego owija i ślizga się ścięgno mięśnia napinacza podniebienia miękkiego.

## Funkcja
Haczyk skrzydłowy stanowi górny początek szwu skrzydłowo-żuchwowego. Jest to również początek mięśnia dźwigacza podniebienia miękkiego.

## Znaczenie kliniczne
W rzadkich przypadkach może dojść do powiększenia haczyka skrzydłowego, co może powodować ból w obrębie jamy ustnej.